# 四川植梨
四川植梨（学名：Pyrularia inermis）为檀香科檀梨属下的一个种。

## 扩展阅读
維基物種上的相關：四川植梨